# Torkil Nielsen
Torkil Nielsen (ur. 26 stycznia 1964 w Sandavágur na Wyspach Owczych) – farerski piłkarz, reprezentant swojego kraju. Także szachista.

## Kariera piłkarska

### Kariera klubowa
Nielsen grał podczas całej swojej kariery w jednym klubie, który przechodził w trakcie pewne zmiany. Początkowo nazywał się SÍF Sandavágur, później jednak został połączony z MB Miðvágur i utworzył FS Vágar, gdzie Nielsen, w 1997 roku zakończył karierę. Dla FS Vágar strzelił dwanaście bramek w czterdziestu dwóch spotkaniach.

### Kariera reprezentacyjna
Torkil Nielsen zagrał w pierwszym, zarejestrowanym przez FIFA meczu przeciwko reprezentacji Islandii, w sierpniu 1988 roku. Jego zespół przegrał wtedy 0:1. Swojego pierwszego gola zdobył w meczu przeciwko reprezentacji Kanady 14 kwietnia 1989 roku. Była to pierwsza, zarejestrowana przez FIFA bramka zdobyta dla reprezentacji Wysp Owczych, a także pierwsze zwycięstwo (1:0) tego zespołu. Kolejną bramkę Nielsen zdobył 12 września 1990 roku na stadionie Landskrona IP, gdzie Wyspy Owcze wygrały swój pierwszy mecz w ramach Mistrzostw Europy przeciwko Austrii 1:0. Nielsen nie strzelił więcej goli dla reprezentacji Wysp Owczych. W sumie pojawił się w osiemnastu meczach. Z reprezentacją pożegnał się 16 czerwca 1993 roku po meczu z Czechosłowacją, podczas eliminacji do Mistrzostw Świata 1994.

## Kariera szachowa
Już podczas swojej kariery piłkarskiej Nielsen rozgrywał także mecze szachowe. Jest członkiem klubu Sandavágs Talvfelag. Trzykrotnie został indywidualnym mistrzem Wysp Owczych, w latach 1984, 1986 i 1988. Był także członkiem reprezentacji Wysp Owczych na olimpiadach szachowych w Lucernie (1982), Salonikach (1984 i 1988).